# El Llió
El Llió és una masia de Calldetenes (Osona) protegida com a Bé Cultural d'Interès Local.

## Descripció
Masia de planta rectangular coberta a dues vessants i façana principal orientada a migdia. Presenta la distribució típica de les masies: planta baixa (destinada al bestiar), el primer pis (diferents estances repartides entorn a una gran sala) i les golfes. Les llindes de la porta d'entrada, la finestra central i un portal que condueix al porxo (el pilars que sostenen aquesta daten del 1696), presenten formes gòtiques. Hi ha un portal que tanca la lliça de les mateixes característiques que el d'entrada a la casa. A la part de ponent, la casa presenta una altra façana, amb una escala de grans graons de forma arrodonida, que mena directament al primer pis, producte segurament d'una reforma del segle xviii (la llinda duu la data de 1757). La construcció és de pedra i arrebossat al damunt.

## Història
Consta com a mas del terme de Riudeperes, amb el nom de Lió, que entre el 1414 i 1430 tributava a Vic. Aquest mas fou reformat al segle xvii. A migdia i tramuntana es dugueren a terme algues modificacions al redós del segle xviii. D'ençà la masia no ha sofert cap reforma notable, llevat de les dependències agrícoles que s'hi han construït recentment. El nom de Lió es transformà més tard pel de Llió, que fins a tres o quatre generacions enrere encara es conservava com a cognom.